# Benjamín Mora
Benjamín Mora Mendívil (ur. 25 czerwca 1979 w mieście Meksyk) – meksykański trener piłkarski, od 2025 roku prowadzi Querétaro.